# Pulí
Pulí, oficialmente Nuestra Señora del Rosario de Pulí, es un municipio colombiano del departamento de Cundinamarca, ubicado en la Provincia de Magdalena Centro, a 143 km al occidente de Bogotá. 
Es conocido como el «Municipio Paisaje de Cundinamarca».

## Toponimia

### Significado
No se atribuye un significado concreto a la palabra Pulí.

### Origen / Motivación
El sitio en donde hoy se encuentra la cabecera municipal originalmente era llamado por los indios con el nombre de Chaquitulo, que traduce «Loma seca cultivada de pasto pequeño». El actual topónimo de Pulí posiblemente proviene del idioma panche, pues éstos llamaban Pulí al cerro más alto de la región, que hoy es conocido como Cerro del Tabor.

## Historia
Los primeros pobladores de lo que hoy es el municipio de Pulí, según algunas referencias, pertenecían al grupo indígena de los lucenas, de la nación panche, que a su vez pertenecían a la familia Caribe.
Por el año de 1789 Pulí era un pequeño rancherío con una capilla hecha y ornamentada por el presbítero José Patricio de Ávila. Pertenecía al distrito de Ambalema, a donde debían concurrir los vecinos para el cumplimiento de las obligaciones civiles y religiosas. En 1795 Pulí pasó a pertenecer a la jurisdicción de La Mesa.

### Fundación
El presbítero José Patricio de Ávila tuvo la intención de convertir al rancherío de Pulí en parroquia. Para esto contó con el apoyo del hacendado Alejandro Serrato, junto con sus hermanos José Miguel y Juan Ignacio, quienes donaron la mayor parte del territorio en el que se construiría el nuevo pueblo.
En 1798 se solicitó la fundación de la parroquia para comodidad de los vecinos, siendo aprobado el auto de creación de la nueva Parroquia de Nuestra Señora del Rosario de Pulí el 12 de julio de 1800, por decreto arzobispal de Santa Fe, y confirmado por decreto del día 31 firmado por el virrey Pedro Mendinueta y Múzquiz. El primer párroco fue José Gabriel de Ávila y Escobar, quien estuvo en el cargo desde enero de 1801 hasta 1820.
En 1805 muere el padre de Ávila, considerado como el fundador del municipio. Hacia 1818 se da inicio al fraccionamiento del territorio por ventas directas de herencias, y por esa época se vendieron de Pulí los terrenos para la fundación de la nueva parroquia de San Vicente de Rioseco, hoy San Juan de Rioseco.
La Parroquia de Nuestra Señora del Rosario de Pulí hace parte de la diócesis de Girardot.

## Geografía

### Límites
Pulí está delimitado por los siguientes municipios:
| Noroeste: Beltrán. | Norte: San Juan de Rioseco | Nordeste: San Juan de Rioseco |
| Oeste: Beltrán     |                            | Este: Quipile                 |
| Suroeste: Beltrán  | Sur: Jerusalén             | Sureste: Quipile              |

### División Político-Administrativa
Aparte de su Cabecera municipal, tiene bajo su jurisdicción el centro poblado: Palestina.
Además, el municipio está compuesto con las siguientes veredas: Ocanda, Capial, Paramón, El Palmar-La Hoya, El Manantial, Loma Tendida, Guayaquil, Betania, El Carmen, Talipa, Loma Larga, Gibraltar, Valparaíso, Cabrera, La Hamaca, Palestina y La Quina.

## Turismo
- Artesanías: Artículos en fique.
- Casa de la Cultura
- Plaza Principal
- Riveras del Río Magdalena
- Templo Parroquial
- La Casa del Abuelo
- Cerro del Tabor: Ubicado en la vereda Guayaquil.
- Alto de Lagunas: Ubicado en la vereda Talipa.
- Palacio municipal
- Mirador: Ubicado en Villa Martha.

## Ferias y Fiestas
La ferias y fiestas son uno de los eventos más importantes en el cual puliseños y visitantes se dan cita cada año, en el segundo festivo del mes de agosto, para disfrutar y vivir la cultura del municipio y el Reinado de la Belleza Puliseña, además de una gran variedad de festivales, bailes y comidas típicas.

## Instituciones de educación
- Institución Educativa Departamental Integrado (urbano).
- Institución Educativa Departamental Palestina (rural).

## Servicios públicos
- Energía Eléctrica: Enel, es la empresa prestadora del servicio de energía eléctrica.
- Gas Natural: Alcanos de Colombia es la empresa distribuidora y comercializadora de gas natural en el municipio.